# Estelle Blanquet
Pour les articles homonymes, voir Blanquet.
Estelle Blanquet née en 1974, est une universitaire française spécialiste de la didactique des sciences.

## Biographie
Estelle Blanquet soutient sa thèse de doctorat en physique intitulée La construction de critères de scientificité pour la démarche d'investigation : une approche pragmatique pour l'enseignement de la physique à l'école primaire, à l'Université de Nice, sous la direction de Pierre Coullet, André Giordan et de Éric Picholle, en 2014. Elle est professeur agrégé de physique et formatrice à l'École supérieure du professorat et de l'éducation de l’université de Nice. 
Elle est ensuite maîtresse de conférences en sciences de l’éducation à l’École supérieure du professorat et de l'éducation d’Aquitaine, Université de Bordeaux.

## Sciences, science-fiction et pédagogie
Ses recherches portent sur l’appropriation des critères scientifiques par les élèves de maternelle et primaire et sur les usages pédagogiques de la science-fiction.
Elle crée en 2011, les Journées Enseignement et science-fiction , colloque annuel transdisciplinaire. En 2015, elle est responsable du Jardin des sciences qui propose des ateliers ludiques de découverte des sciences aux enfants de maternelle et de l'école élémentaire en mettant la main à la pâte. En 2017, elle fait partie du comité d'organisation des journées interdisciplinaires « Sciences et fictions » de Peyresq.

## Publications
- Estelle Blanquet, Science et fictions et didactique des langues : un outil communicationnel, culturel et conceptuel, Villefranche-sur-mer, Éd. du Somnium, 2013, 415 p. (ISBN 978-2-9532703-2-7)
- Estelle Blanquet, Intelligences Artificielle, Saint-Martin-du-Var, Somnium, 2013
- Estelle Blanquet, Mars !, Somnium, 2013
- Estelle Blanquet, Science et fictions à l’école : un outil transdisciplinaire pour l’investigation ?, Saint-Martin-du-Var, Somnium, 2011, 281 p. (ISBN 978-2-918696-03-2)
- Estelle Blanquet, Sciences à l'école, côté jardin : le guide pratique de l'enseignant, Saint-Martin-du-Var, Somnium, 2011, 447 p. (ISBN 978-2-9532703-7-2)